# European Indoors 1989
European Indoors 1989 — жіночий тенісний турнір, що проходив на закритих кортах з килимовим покриттям Saalsporthalle Allmend у Цюриху (Швейцарія). Належав до турнірів 4-ї категорії в рамках Туру WTA 1989. Відбувся вшосте і тривав з 16 жовтня до 22 жовтня 1989 року. Перша сіяна Штеффі Граф здобула титул в одиночному розряді й отримала 50 тис. доларів США.

## Фінальна частина

### Одиночний розряд
Штеффі Граф —  Яна Новотна 6–1, 7–6(8–6)
- Для Граф це був 12-й титул в одиночному розряді за сезон і 42-й — за кар'єру.

### Парний розряд
Яна Новотна /  Гелена Сукова —  Наталі Тозья /  Юдіт Візнер 6–3, 3–6, 6–4

## Призові гроші й рейтингові очки
| Дисципліна       | Дисципліна     | П       | F       | ПФ      | ЧФ     | 1/8    | 1/16   |
| Одиночний розряд | Призові гроші  | $50,000 | $22,500 | $11,250 | $6,050 | $3,400 | $2,100 |
| Одиночний розряд | Ranking points | 240     | 170     | 110     | 55     | 30     | 14     |

## Нотатки
1. ↑  Називаються очками Virginia Slims.